# Wang Xiyu
Wang Xiyu (Taixing, 28 marzo 2001) è una tennista cinese.

## Carriera
Nel 2022, la cinese ha colto la sua prima finale in un WTA '125' in quel di Valencia: nell'ultimo atto, ha ceduto alla connazionale Zheng Qinwen in tre set. Allo US Open, Xiyu si è spinta per la prima volta in carriera in un terzo turno di uno slam, imponendosi sulla francese Parry e poi sulla n°3 del mondo Maria Sakkarī (3-6 7-5 7-5), centrando la prima vittoria su una top-10. Nei sedicesimi, si è arresa alla testa di serie n°29 Riske-Amritraj.
Nel 2023, Wang è riuscita ad approdare alla sua prima finale nel circuito maggiore nel torneo casalingo di Guangzhou, battendo Podoroska, Šnaider, Hrunčáková e Minnen. Nell'ultimo atto, supera nettamente la prima testa di serie del torneo Magda Linette (6-2 6-0), conquistando il primo titolo WTA della carriera.
Nel 2024, Xiyu ha raggiunto la sua seconda finale WTA ad Austin, eliminando Podoroska, Semeņistaja, l'ex finalista slam Collins e la n°1 del seeding Kalinina. Nel match valevole per il titolo, si arrende alla connazionale Yue Yuan, con lo score di 4-6 6(4)-7.

## Statistiche WTA

### Singolare

#### Vittorie (1)
| Legenda              |
| -------------------- |
| Grande Slam (0)      |
| Ori Olimpici (0)     |
| WTA Finals (0)       |
| WTA Elite Trophy (0) |
| Dal 2021             |
| WTA 1000 (0)         |
| WTA 500 (0)          |
| WTA 250 (1)          |

| N. | Data              | Torneo                                         | Superficie | Avversaria in finale | Punteggio |
| 1. | 23 settembre 2023 | Galaxy Holding Group Guangzhou Open, Guangzhou | Cemento    | Magda Linette        | 6-0, 6-2  |

#### Sconfitte (1)
| Legenda              |
| -------------------- |
| Grande Slam (0)      |
| Argenti Olimpici (0) |
| WTA Finals (0)       |
| WTA Elite Trophy (0) |
| Dal 2021             |
| WTA 1000 (0)         |
| WTA 500 (0)          |
| WTA 250 (1)          |

| N. | Data         | Torneo           | Superficie | Avversaria in finale | Punteggio   |
| 1. | 3 marzo 2024 | ATX Open, Austin | Cemento    | Yuan Yue             | 4-6, 6(4)-7 |

## Circuito WTA 125

### Singolare

#### Sconfitte (1)
| N. | Data           | Torneo                                   | Superficie  | Avversaria in finale | Punteggio     |
| 1. | 12 giugno 2022 | Open Internacional de Valencia, Valencia | Terra rossa | Zheng Qinwen         | 4-6, 6-4, 3-6 |

## Statistiche ITF

### Singolare

#### Vittorie (4)
| Torneo $100.000 (0) |
| Torneo $80.000 (0)  |
| Torneo $60.000 (2)  |
| Torneo $40.000 (0)  |
| Torneo $25.000 (2)  |
| Torneo $15.000 (0)  |

| N. | Data           | Torneo                                                    | Superficie  | Avversaria in finale | Score         |
| 1. | 11 agosto 2018 | Chang ITF Thailand Pro Circuit Nonthaburi, Nonthaburi     | Cemento     | Barbora Štefková     | 6–3, 7–5      |
| 2. | 26 agosto 2018 | Sekisho Challenge Open, Tsukuba                           | Cemento     | Zhang Kailin         | 3–6, 7–5, 7–5 |
| 3. | 10 maggio 2019 | Torneig Internacional de Tennis Femení Solgironès, Bisbal | Terra rossa | Dalma Gálfi          | 4–6, 6–3, 6–2 |
| 4. | 3 agosto 2025  | Lexington Challenger, Lexington                           | Cemento     | Janice Tjen          | 3-6, 6-2, 6-4 |

#### Sconfitte (7)
| Torneo $100.000 (3) |
| Torneo $80.000 (0)  |
| Torneo $60.000 (1)  |
| Torneo $40.000 (0)  |
| Torneo $25.000 (3)  |
| Torneo $15.000 (0)  |

| N. | Data             | Torneo                                                 | Superficie  | Avversaria in finale | Score            |
| 1. | 18 agosto 2018   | Chang ITF Thailand Pro Circuit Nonthaburi, Nonthaburi  | Cemento     | Wang Xinyu           | 1–6, 6–4, 1–6    |
| 2. | 14 aprile 2019   | Fuji Yakuhin Cup, Osaka                                | Cemento     | Han Na-lae           | 5–7, 6–3, 3–6    |
| 3. | 17 ottobre 2021  | Women's Florence, Florence                             | Cemento     | Emiliana Arango      | 3-6, 6-0, 6(0)-7 |
| 4. | 17 aprile 2022   | U.S. Pro Women's Clay Court Championships, Palm Harbor | Terra verde | Katie Volynets       | 4-6, 3-6         |
| 5. | 24 aprile 2022   | Boar's Head Resort Women's Open, Charlottesville       | Terra verde | Louisa Chirico       | 4-6, 3-6         |
| 6. | 1º maggio 2022   | LTP Charleston Pro Tennis, Charleston                  | Terra verde | Taylor Townsend      | 3-6, 2-6         |
| 7. | 9 settembre 2023 | Ando Securities Open, Tokyo                            | Cemento     | Viktorija Golubic    | 4-6, 6-3, 4-6    |

### Doppio

#### Vittorie (3)
| Torneo $100.000 (0) |
| Torneo $80.000 (0)  |
| Torneo $60.000 (0)  |
| Torneo $40.000 (0)  |
| Torneo $25.000 (3)  |
| Torneo $15.000 (0)  |

| N. | Data           | Torneo                                                | Superficie      | Compagna            | Avversarie in finale                 | Score            |
| 1. | 15 giugno 2018 | Trofeu Internacional Ciudad de Barcelona, Barcellona  | Terra rossa     | Jessica Ho          | Carolina Meligeni Alves Jade Suvrijn | 6-3, 6-1         |
| 2. | 22 giugno 2018 | ITF Villa de Madrid, Madrid                           | Terra rossa (i) | Montserrat González | Anastasija Pribjlova Raluca Șerban   | 6–4, 7–6(4)      |
| 3. | 17 agosto 2018 | Chang ITF Thailand Pro Circuit Nonthaburi, Nonthaburi | Cemento         | Wang Xinyu          | Destanee Aiava Naiktha Bains         | 7–5, 5–7, [10–4] |

#### Sconfitte (3)
| Torneo $100.000 (0) |
| Torneo $80.000 (0)  |
| Torneo $60.000 (0)  |
| Torneo $40.000 (0)  |
| Torneo $25.000 (1)  |
| Torneo $15.000 (2)  |

| N. | Data              | Torneo                                                         | Superficie  | Compagna        | Avversarie in finale                 | Score            |
| 1. | 23 settembre 2017 | Thailand ITF $15,000 Women's Pro Circuit, Distretto di Hua Hin | Cemento     | Natalija Kostić | Ni Ma Zhuoma You Mi Zhuoma           | 4–6, 3–6         |
| 2. | 1º dicembre 2017  | Open Ciudad de Castellon, Castellón de la Plana                | Terra rossa | Ren Jiaqi       | Yvonne Cavallé Reimers Luisa Stefani | 3–6, 1–6         |
| 3. | 13 aprile 2019    | Fuji Yakuhin Cup, Osaka                                        | Cemento     | Hsu Ching-wen   | Choi Ji-hee Han Na-lae               | 4–6, 7–5, [8–10] |

## Grand Slam Junior

### Singolare

#### Vittorie (1)
| Tornei del Grande Slam  |
| ----------------------- |
| Australian Open (0)     |
| Open di Francia (0)     |
| Torneo di Wimbledon (0) |
| US Open (1)             |

| N. | Data             | Torneo            | Superficie | Avversario in finale | Punteggio   |
| 1. | 8 settembre 2018 | US Open, New York | Cemento    | Clara Burel          | 7-6(4), 6-2 |

### Doppio

#### Vittorie (1)
| Tornei del Grande Slam  |
| ----------------------- |
| Australian Open (0)     |
| Open di Francia (0)     |
| Torneo di Wimbledon (1) |
| US Open (0)             |

| N. | Data           | Torneo                      | Superficie | Compagna   | Avversario in finale         | Punteggio |
| 1. | 14 luglio 2018 | Torneo di Wimbledon, Londra | Erba       | Wang Xinyu | Caty McNally Whitney Osuigwe | 6-2, 6-1  |

#### Sconfitte (1)
| Tornei del Grande Slam  |
| ----------------------- |
| Australian Open (0)     |
| Open di Francia (0)     |
| Torneo di Wimbledon (0) |
| US Open (1)             |

| N. | Data             | Torneo            | Superficie | Compagna     | Avversarie in finale         | Punteggio |
| 1. | 9 settembre 2017 | US Open, New York | Cemento    | Lea Bošković | Olga Danilović Marta Kostjuk | 1-6, 5-7  |

## Vittorie contro giocatrici top 10
| Stagione | 2022 | Totale |
| -------- | ---- | ------ |
| Vittorie | 1    | 1      |

| #    | Giocatrice    | Ranking | Evento            | Superficie | Turno | Punteggio     | Rank. WXR |
| ---- | ------------- | ------- | ----------------- | ---------- | ----- | ------------- | --------- |
| 2022 |               |         |                   |            |       |               |           |
| 1.   | Maria Sakkarī | 3       | US Open, New York | Cemento    | 2T    | 3-6, 7-5, 7-5 | 75        |